# Mimexocentroides
Mimexocentroides es un género de escarabajos longicornios de la tribu Acanthocinini que contiene una sola especie, Mimexocentroides nitidus. La especie fue descrita por Breuning en 1961.
Se distribuye por Vietnam. Mide aproximadamente 6 milímetros de longitud.